# Île Saint-Pierre (Canada)
L'Île Saint-Pierre est une île canadienne de l'Île-du-Prince-Édouard.

## Histoire
Les Micmacs l'ont nommée Pastue'kati. La décision d'y ériger un phare est prise en 1866 et sa construction débute en 1880. Il est mis en service en 1881. 
Francis Bain y découvrit un fossile en 1890 qui a été nommé Tylodendron baini en son honneur. 